# Central Europe Review
Central Europe Review (ISSN 1212-8732), tidskrift grundad 1999 som ämnar att ge nya perspektiv på den centraleuropeiska och östeuropeiska politiken, samhällena och kulturen.